# Sony Ericsson Xperia mini
De Sony Ericsson Xperia mini (ST15i) is een smartphone van Sony Ericsson uit 2011.
De Xperia mini draait op het besturingssysteem Android en beschikt over de "Mobile Bravia engine" die een aanraakscherm van 320x480 pixels aanstuurt met een diagonaal van 7,6 cm (3 inch). De telefoon heeft een Snapdragon S2-processor van 1 GHz, een 5 megapixel camera en een ingebouwd RAM geheugen van 512 MB en wordt geleverd met een microSD-kaart van 2 GB (kan vervangen worden door een kaart van maximaal 32 GB.

## Besturingssysteem
De Xperia mini draait op Android 2.3.4 "Gingerbread" maar kan geüpgraded worden naar Android 4.0.4 "Ice Cream Sandwich". De telefoon werd aangeprezen als een uiterst compacte smartphone die nog wel sterke hardware heeft en hoge prestaties kan leveren.